# Équipe de France de football à la Coupe du monde 1938
Cet article relate le parcours de l'équipe de France de football lors de la Coupe du monde de football 1938 organisée à domicile du 4 au 19 juin 1938.
Trois des joueurs (le capitaine Etienne Mattler, Edmond Delfour, et Émile Veinante) ont déjà participé aux deux éditions précédentes.

## Préparation de l'événement

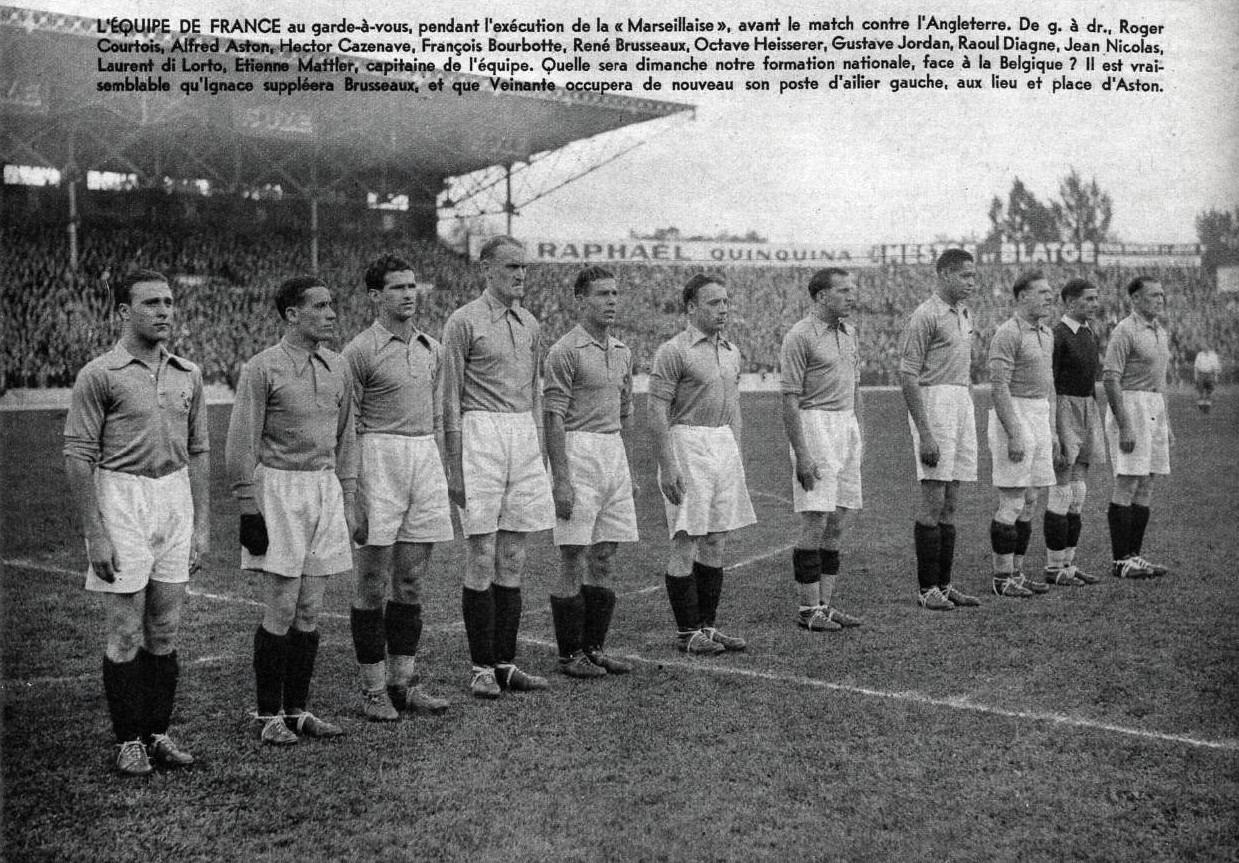
France-Angleterre le 26 mai, au nouveau stade de Colombes à la veille de la Coupe du monde.

### Préparation et sélection
Un stage préparation est organisé à Chantilly, où les Bleus séjournent à l'hôtel du « Grand Cerf ». L'équipe dispute un match de préparation face à l'Angleterre le 26 mai (défaite 4-2).

## Joueurs et encadrement
| Numéro / Nom         | Numéro / Nom          | Club                   | Date de naissance | J.              | Buts            |                 |                 |                 |
| Gardiens de but      | Gardiens de but       | Gardiens de but        | Gardiens de but   | Gardiens de but | Gardiens de but | Gardiens de but | Gardiens de but | Gardiens de but |
| -------------------- | --------------------- | ---------------------- | ----------------- | --------------- | --------------- | --------------- | --------------- | --------------- |
| -                    | Julien Darui          | Olympique lillois      | 16.02.1916        | 0               | 0               | 0               | 0               | 0               |
| -                    | Laurent Di Lorto      | FC Sochaux             | 01.01.1909        | 2               | 0               | 0               | 0               | 0               |
| -                    | René Llense           | FC Sète                | 14.07.1913        | 0               | 0               | 0               | 0               | 0               |
| Défenseurs           |                       |                        |                   |                 |                 |                 |                 |                 |
| -                    | Abdelkader Ben Bouali | Olympique de Marseille | 25.10.1912        | 0               | 0               | 0               | 0               | 0               |
| -                    | François Bourbotte    | SC Fives               | 24.02.1913        | 0               | 0               | 0               | 0               | 0               |
| -                    | Hector Cazenave       | FC Sochaux             | 13.04.1914        | 2               | 0               | 0               | 0               | 0               |
| -                    | Raoul Diagne          | RC France              | 10.11.1910        | 2               | 0               | 0               | 0               | 0               |
| -                    | Etienne Mattler       | FC Sochaux             | 25.12.1905        | 2               | 0               | 0               | 0               | 0               |
| -                    | Jules Vandooren       | Olympique lillois      | 30.12.1908        | 0               | 0               | 0               | 0               | 0               |
| Milieux de terrain   |                       |                        |                   |                 |                 |                 |                 |                 |
| -                    | Jean Bastien          | Olympique de Marseille | 21.06.1915        | 2               | 0               | 0               | 0               | 0               |
| -                    | Edmond Delfour        | Racing Club de Roubaix | 01.11.1907        | 2               | 0               | 0               | 0               | 0               |
| -                    | Oscar Heisserer       | RC Strasbourg          | 18.07.1914        | 2               | 1               | 0               | 0               | 0               |
| -                    | Lucien Jasseron       | Le Havre AC            | 29.12.1913        | 0               | 0               | 0               | 0               | 0               |
| -                    | Auguste Jordan        | RC France              | 21.02.1909        | 2               | 0               | 0               | 0               | 0               |
| -                    | Ignace Kowalczyk      | FC Metz                | 27.12.1913        | 0               | 0               | 0               | 0               | 0               |
| -                    | César Povolny         | Le Havre AC            | 19.07.1914        | 0               | 0               | 0               | 0               | 0               |
| Attaquants           |                       |                        |                   |                 |                 |                 |                 |                 |
| -                    | Alfred Aston          | Red Star               | 16.05.1912        | 2               | 0               | 0               | 0               | 0               |
| -                    | Michel Brusseaux      | FC Sète                | 19.03.1913        | 0               | 0               | 0               | 0               | 0               |
| -                    | Roger Courtois        | FC Sochaux             | 30.05.1912        | 0               | 0               | 0               | 0               | 0               |
| -                    | Jean Nicolas          | FC Rouen               | 09.06.1913        | 2               | 2               | 0               | 0               | 0               |
| -                    | Émile Veinante        | RC France              | 12.06.1907        | 2               | 1               | 0               | 0               | 0               |
| -                    | Mario Zatelli         | Olympique de Marseille | 21.09.1912        | 0               | 0               | 0               | 0               | 0               |
| Sélectionneur        |                       |                        |                   |                 |                 |                 |                 |                 |
|                      | Gaston Barreau        |                        | 07.12.1883        |                 |                 |                 |                 |                 |
| Préparateur physique |                       |                        |                   |                 |                 |                 |                 |                 |
|                      | Maurice Cottenet      |                        | 11.02.1895        |                 |                 |                 |                 |                 |

Bien que sélectionné, César Povolny n'a jamais porté le maillot de l'équipe de France.

## Compétition

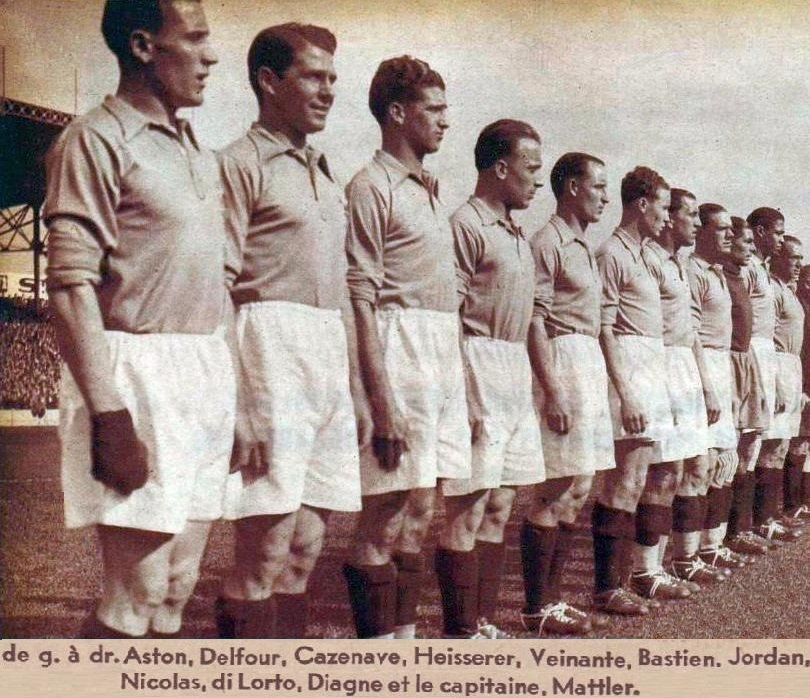
L'équipe victorieuse de la Belgique.

### Phase finale

#### Huitième de finale
| 5 juin 1938                         | France                                                                                                | 3 - 1   | Belgique | Stade olympique Yves-du-Manoir, Colombes        |                                                 |
| 17 h 00 · Historique des rencontres | Veinante 1re · Nicolas 16e 69e                                                                        | (2 - 1) | 38e Isemborghs                                                                                                 | Spectateurs : 30 454 Arbitrage : Hans Wuethrich | Spectateurs : 30 454 Arbitrage : Hans Wuethrich |
| 17 h 00 · Historique des rencontres | Rapport                                                                                               |         | | Spectateurs : 30 454 Arbitrage : Hans Wuethrich | Spectateurs : 30 454 Arbitrage : Hans Wuethrich |
| 17 h 00 · Historique des rencontres | Di Lorto - Cazenave, Mattler - Bastien, Jordan, Diagne - Aston, Heisserer, Nicolas, Delfour, Veinante | Équipes | Badjou - Paverick, Seys - Van Alphen, Stijnen , De Winter - Vanden Wouwer, Voorhoof, Isemborghs, Braine, Buyle | Spectateurs : 30 454 Arbitrage : Hans Wuethrich | Spectateurs : 30 454 Arbitrage : Hans Wuethrich |

#### Quart de finale
| 12 juin 1938                        | Italie                                                                                              | 3 - 1   | France                                                                                                | Stade olympique Yves-du-Manoir, Colombes     |                                              |
| 17 h 00 · Historique des rencontres | Colaussi 9e · Piola 51e 72e                                                                         | (1 - 1) | 10e Heisserer                                                                                         | Spectateurs : 58 455 Arbitrage : Louis Baert | Spectateurs : 58 455 Arbitrage : Louis Baert |
| 17 h 00 · Historique des rencontres | Rapport                                                                                             |         | | Spectateurs : 58 455 Arbitrage : Louis Baert | Spectateurs : 58 455 Arbitrage : Louis Baert |
| 17 h 00 · Historique des rencontres | Olivieri - Foni, Rava - Serantoni, Andreolo, Locatelli - Biavati, Meazza , Piola, Ferrari, Colaussi | Équipes | Di Lorto - Cazenave, Mattler - Bastien, Jordan, Diagne - Aston, Heisserer, Nicolas, Delfour, Veinante | Spectateurs : 58 455 Arbitrage : Louis Baert | Spectateurs : 58 455 Arbitrage : Louis Baert |